# Complexo Desportivo de Vila Real de Santo António
Complexo Desportivo de Vila Real de Santo António – wielofunkcyjny stadion w Vila Real de Santo António, w Portugalii. Został otwarty w 1989 roku. Obiekt może pomieścić 2896 widzów. Stadion jest areną domową Lusitano Futebol Clube. Na stadionie odbywały się m.in. mecze towarzyskie piłkarskich reprezentacji narodowych.